# 斯科特蘭 (伊利諾伊州)
斯科特蘭（英語：Scottland）是位於美國伊利諾伊州埃德加縣的一個非建制地區。該地的面積和人口皆未知。

## 地理
斯科特蘭的座標為39°48′16″N 87°36′18″W / 39.80444°N 87.60500°W，而該地的平均海拔高度為194米（即636英尺）。